# Vovô Índio
Vovô Índio («Abuelo Indio» en español) es un personaje concebido en la década de 1930 con la intención de sustituir a Papá Noel en Brasil. Su objetivo era inflar los sentimientos patrióticos entre la población brasileña. La difusión del personaje en la década de 1930 se produjo a través de la prensa integralista, cuyo movimiento tenía sus raíces en el nacionalismo brasileño con tintes fascistas. Según una crónica de la edición navideña de 1934 del Correio da Manhã, Papá Noel sería considerado una «figura ridícula» y fuera de lugar en una «tierra de calidez y luz solar intensa», donde «este anciano frío y severo se estaba volviendo impertinente».
Representado como un caballero anciano que es «muy amigable con los árboles», adornado con «plumas de todos los colores de los pájaros», que otorga generosamente regalos a los niños brasileños, Vovô Índio enfrentó críticas y burlas en su debut, y para 1938 ya prácticamente había desaparecido.

## Historia
Papá Noel no existía en Brasil en el siglo XIX. Su popularidad comenzó a crecer a principios del siglo XX, y la primera imagen conocida de él apareció el 24 de diciembre de 1904. En 1908, Papá Noel se había convertido en sinónimo de dar regalos y en la década de 1930 estaba firmemente establecido entre los brasileños. Después de la Primera Guerra Mundial, Brasil fue testigo del surgimiento de diversos movimientos culturales nacionalistas con tendencias diversas, particularmente con el festival Semana de Arte Moderno en 1922. Es en este contexto que, a finales del año 1932, cerca de la época navideña, surgió una iniciativa nacionalista para derrocar a Papá Noel, introduciendo en su lugar una creación indígena, el Vovô Índio. Esta campaña, liderada por el escritor Cristovam de Camargo, comenzó en el diario O Globo. El 28 de noviembre, este periódico publicó un manifiesto en defensa del Vovô Índio.

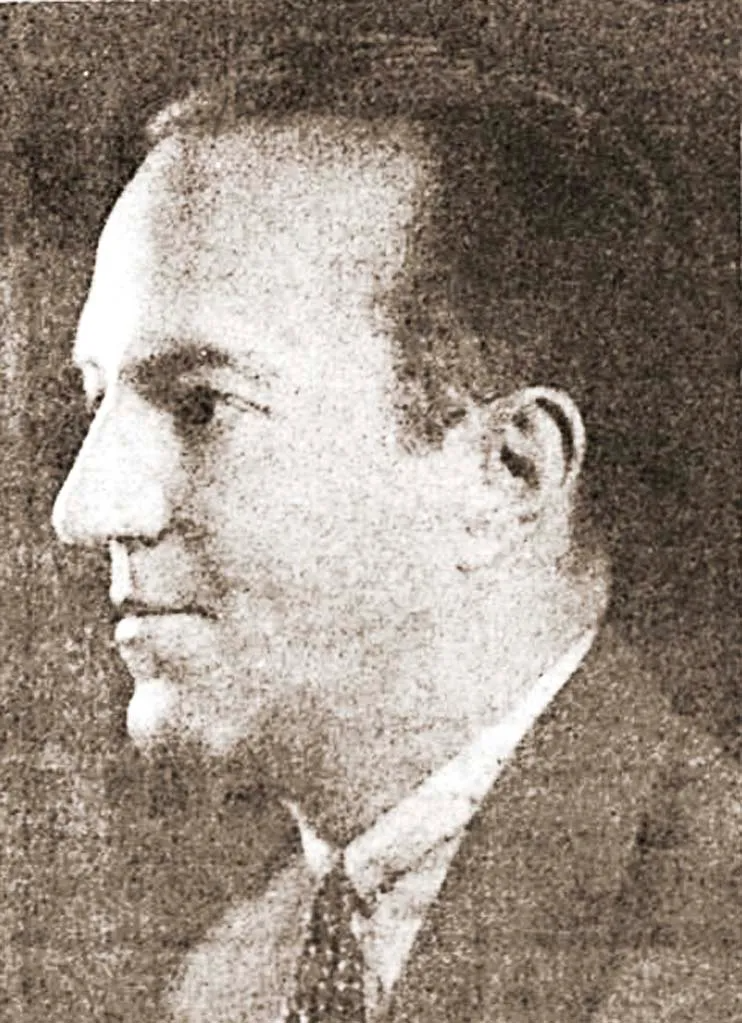
Cristovam de Camargo.

El 11 de diciembre de 1932, el periódico Correio da Manhã lanzó un concurso para premiar la mejor imagen del Vovô Índio, y el propio Christovam de Camargo presentó su propuesta en un manifiesto. Manifestó que la creencia en Papá Noel despertó, desde muy pequeño, «el espíritu de sumisión y de imitación»; algunos nacionalistas brasileños estaban descontentos con la imposición de las tradiciones navideñas estadounidenses. En febrero de 1933, la revista O Malho presentó un arte de Euclides da Fonseca como la representación ganadora del Vovô Índio en el concurso Correio da Manhã.
Según el historiador Leandro Pereira Gonçalves, el Vovô Índio fue producto de grupos intelectuales nacionalistas, predominantemente asociados con ideologías políticas de derecha, y fue apropiado informalmente por los integralistas. Generalmente se cree que Camargo creó el personaje del Vovô Índio. Getúlio Vargas, quien fue presidente de Brasil durante los períodos 1930-1945 y 1951-1954, sentía cariño por el personaje. Hay relatos de que quería convertir al Vovô Índio en un símbolo navideño brasileño, pero hay poca evidencia que respalde esta afirmación. Ha habido informes de que Vargas habría presentado al Vovô Índio en un estadio de Río de Janeiro durante un evento navideño de 1931, pero el público no aprobó la idea.
En 1939, una producción teatral para niños en Río de Janeiro mostró un encuentro entre Papá Noel y el Vovô Índio. Hubo varios relatos de personas vestidas como Vovô Índio que llevaban regalos a los niños en la década de 1930. En la edición del 24 de diciembre de 1932 del periódico O Globo, un reportaje afirmaba que el personaje era el encargado de entregar regalos en una escuela de Río de Janeiro. O Estado de S. Paulo informó en 1935 que el Vovô Índio entregaba regalos a niños huérfanos. Esta acción fue promovida por la Fuerza Pública de São Paulo, institución que precedió a la actual Policía Militar.

## Tradición
Vovô Índio fue caracterizado por Cristovam de Camargo como un anciano caballero que es «muy amigable con los árboles», adornado con «plumas de todos los colores de los pájaros» y que generosamente otorga regalos a los niños brasileños. Se dice que murió «puramente debido a la angustia» después de que individuos blancos envidiosos lo expulsaran de su tierra. En un intento de asociarlo con el cristianismo, se cree que el abuelo indio llegó a las puertas del cielo católico. San Pedro lo saluda, pero lamenta no poder entrar por no haber sido bautizado. Varios ángeles se solidarizan con el abuelo Indio, y éste es bautizado teniendo como padrinos a San José y María, madre de Jesús. Después de pasar algunas semanas en el cielo, comienza a extrañar la Tierra y pide hacer visitas ocasionales. Entonces aparece Jesucristo y sugiere enviar al abuelo indio a Brasil en su lugar para distribuir regalos a los niños que se portan bien.

## Rechazo y declive

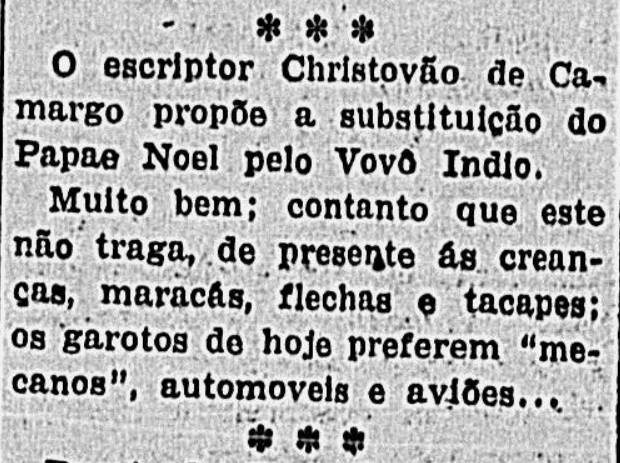
Burla que involucra al Vovô Índio; se sugiere que el personaje les daría a los niños «maracas, flechas y clavas».

Vovô Índio fue blanco de críticas y burlas desde el principio. En 1936, Correio da Manhã comenzó a aceptar artículos declarando derrotado al personaje. En 1937, fue mencionado sólo en un artículo, y en 1938 en sólo dos artículos, ambos irónicamente y considerando al personaje prácticamente desaparecido. En 1952, Rachel de Queiroz hablaba de «improvisaciones xenófobas como aquel disparate del ‘Vovô Índio’ sustituyendo a Papá Noel». En 1954, Gilberto Freyre caracterizó el episodio del Vovô Índio como «una explosión de nativismo crudo, ingenuo y ridículo, similar a aquellos patriotas de principios del siglo XX que querían sustituir el vino de Oporto por aguardente de caña».